# 藤沢ルーザー
『藤沢ルーザー』（ふじさわルーザー）はASIAN KUNG-FU GENERATIONの12枚目のシングル。

## 概要
「転がる岩、君に朝が降る」以来約8か月ぶりのシングル。
初回版はジャケットステッカー仕様。

## ミュージックビデオ
PVの内容は、3人組のバンドを組んでおり、音楽会社から採用の通知書が届いた青年が、サラリーマンとミュージシャンのそれぞれの進路を選んだ場合の人生シミュレーションを障害物競走風に表現したものになっている。構成は次の通り。
|           | サラリーマン                                                                                                | ミュージシャン                                                                                       |
| --------- | --- | --- |
| 1st STAGE | 満員電車 （込み合う電車の車内を通る）                                                                       | 風雨の路上ライブ （巨大扇風機から雨、風、ゴミが飛ぶ）                                                |
| 2nd STAGE | 超過残業 （多量の書類を山積みになるまで整理）                                                               | 過酷なツアー （シャツの後ろには1日の休み無く過密な日程が記してある）                                 |
| 3rd STAGE | 派閥選び （選択肢は独立・社長派・専務派の3つで、 結果は剣山＜串刺し＞・小麦粉・セーフ＜クッション＞となる） | メジャーデビューへの道 （斜面の上ほどライブの会場の規模が大きくなるが、 岩が転がり上に行くのを阻む） |
| 4th STAGE | 部長職 （突然部長職が無くなり、リストラの恐怖に襲われる）                                                   | ゴールドディスク （突然ディスクが砕け、ストレスに苛まれる）                                          |

4th STAGEの後はサラリーマンが機械から出るバレーボールに何球もぶつけられ、ミュージシャンは不安（と書かれた黒い全身タイツ数人）に襲われ、最終的にどちらもそれに悩まされる。この直後にゴールは女と長谷川初範と共にクルーザーで横浜ベイブリッジへと逃げる。
なお、映像でメンバーが演奏している楽器は段ボールのようなセットになっており、後藤はレスポール、喜多はストラトキャスター、山田はジャガーベースを模したものを使用している。

## 収録曲
全編曲：ASIAN KUNG-FU GENERATION
1. 藤沢ルーザー (作詞・作曲：後藤正文)
2. Hello Hello (作詞・作曲：マット・シャープ)
The Rentalsのカバー。同バンドのメンバーであるレイチェルがボーカル＆アナログシンセサイザーで参加している。

## 収録アルバム
- サーフ ブンガク カマクラ (#1)
- BEST HIT AKG (#1)